# Truls Lindström
Truls Lindström, född 21 augusti 1999, död 2 september 2019, var en svensk handbollsspelare. Han spelade åtta matcher för LIF Lindesberg i handbollsallsvenskan. Han spelade senare i IFK Karlskronas A-lag i division 1.
Truls Lindström begick självmord, 20 år gammal, efter att under en tid ha lidit av psykisk ohälsa.